# Шукадева Госвамі
Шукадева Ґосвамі (Śukadeva Gosvami IAST), (Також відомий як Шукадева і Брахмарата) - персонаж ряду пуранічних писань індуїзму, де він описується як син В'яси. Говориться, що В'яса написав «Бгарата-самхіту» з 24 тисячами віршів і передав її Шукадеві. Згідно з одними джерелами, він був народжений від дружини В'яси, тоді як інші стверджують, що він народився від сімені В'яси без участі жінки. У Пуранах також говориться, що Шукадева перевершив свого батька за рівнем духовного розвитку, що наочно показує випадок, коли В'яса і Шукадева, слідуючи по лісовій стежці, натрапили на групу голих дівчат які купалися в ставку.  Шукадева був настільки чистий і вільний від жадання, що побачивши його дівчата навіть не зробили спроби прикрити свою наготу, проте при появі В'яси вони негайно сховалися. І це попри те, що Шукадева був юнаком і ходив повністю голим, будучи байдужим до соціальних норм та положень, а В'яса був глибоким старим.
Шукадева виступає як основний оповідач «Бгаґавата-пурани», в першому вірші якої згадується вірш з «Веданта-сутри» і «Ґаятрі-мантра» з «Ріґ-веди». Мова «Бгаґавата-пурани» ближчий до Вед, ніж до інших пуран, і містить елементи ведичного санскриту. Деякі вчені вважають, що «Бгаґавата-пурана» належить до ведичного періоду або була складена як наслідування Вед.
Згідно з «Бгаґавата-пураною», Шукадева був спочатку імперсоналістом або моністом,і тільки пізніше, відчувши потяг до духовних ліл особового Бога став вірним Крішни.